# リンシドミン
リンシドミン(Linsidomine)は、血管拡張薬の一つである。SIN-1とも言う。狭心症治療薬モルシドミンの代謝物質であり、血管内皮細胞から非酵素的に一酸化窒素を遊離させる働きを持つ。また、ナトリウム-カリウムポンプに影響を与えることにより細胞膜を過分極させ、それによりアドレナリン刺激に対する反応性を低下させる。1 mgのリンシドミン注射により、患者の70%で使い物になる程度の勃起、50%で完全勃起であった。持続勃起症との関連はないようであった。
リンシドミンは神経毒で、ニューロンの酸化ストレスを促進する。リンシドミンは、神経変性疾患の発病と関連する過酸化亜硝酸産生物質である。